# Sargun Kaur Luthra
Sargun Kaur Luthra (Hindi सरगुन कौर लूथरा; * 24. November 1998 in Delhi) ist eine indische Schauspielerin.

## Leben und Karriere
Luthra wurde am 24. November 1998 in
Delhi geboren. Sie besuchte die Guru Harkrishan Public School. Ursprünglich studierte sie Psychologie am Mata Sundri College in Neu-Delhi, brach jedoch ihr Studium im ersten Jahr ab, um eine Schauspielkarriere zu verfolgen. Ihr Debüt gab sie 2017 in der Serie Kaal Bhairav Rahasya. Anschließend trat sie 2018 in einer Folge in Mayavi Maling auf. Von 2018 bis 2019 spielte sie in Tantra mit. Zwischen 2019 und 2023 war Luthra in Yeh Hai Chahatein zu sehen.

## Filmografie
Filme
- 2020: Aswathama

Serien
- 2017–2018: Kaal Bhairav Rahasya
- 2018: Mayavi Maling
- 2018–2019: Tantra
- 2019–2023: Yeh Hai Chahatein
- 2022: Ravivaar With Star Parivaar